# Pet Sounds
A Pet Sounds a The Beach Boys tizenkettedik albuma, egyetlen 1966-os sorlemezük.
1995-ben, közel harminc évvel megjelenése után a MOJO magazin zenészekből, dalszerzőkből és producerekből álló szavazói minden idők legjobb albumának választották a lemezt. Az Acclaimed Music minden idők 3000 legjobb albumának a listáján az első helyre került, valamint még két lista élére került (Minden idők kétszáz legjobb albuma ("Angol és Ír kritikák alapján", valamint "A világ többi részéről származó kritikák alapján")) A Pet Sounds a Q magazin 2006-os olvasói voksolása alapján a poptörténelem 18. legnagyszerűbb albuma, a német Spex szaklap kritikusai szerint a 20. század legjobb lemeze, a VH1 tévécsatorna 2001-es szavazásán a 3. helyen végzett minden idők legkiválóbb LP-i között. A New Music Express minden idők 100 legjobb lemezének listáján a 3. helyen végzett. A Rolling Stone magazin 2003-as Minden idők 500 legjobb albuma listáján a második helyre került, csak a The Beatles Sgt. Pepper’s Lonely Hearts Club Bandje előzi meg. Emellett szerepel az 1001 lemez, amit hallanod kell, mielőtt meghalsz című könyvben. 2004-ben az Egyesült Államok Kongresszusi Könyvtárának döntése alapján a Pet Sounds lett az ötven hangfelvétel egyike, amely bekerült a Nemzeti Hangfelvételi Jegyzékbe (amely a kulturális, történelmi és esztétikai szempontok alapján jelentős hanganyagokat archiválja).
A Pet Sounds lényegében Brian Wilson szólólemeze. Wilson 1965 elejétől nem lépett fel zenekara koncertjein, hogy a dalszerzésre és a lemezfelvételekre összpontosíthassa minden figyelmét. Az album éteri szépségű vokálharmóniái, lenyűgözően összetett melódiái, hangeffektjei (kutyaugatás, egy távolodó vonat hangja), és a popzenében szokatlan hangzásai (orgonaerősítőn keresztül felvett gitár, csembaló, fuvola, teremin, egy helyen biciklicsengő) együttesen olyan egyedülálló dalkollekciót eredményeztek, amely sok szempontból máig is felülmúlatlan. A mai napig több mint 1.6 millió példányban kelt el az Amerikai Egyesült Államokban.

## Sloop John Bés aPet Soundsfelvételeinek kezdete
A Sloop John B-t Wilson néhány hónappal a lemez többi száma előtt vette fel, a dal mégis kulcsszerepet játszik az album történetében. A Sloop John B egy tradicionális karibi folkdal, amelyet a folkrajongó Alan Jardine ajánlott Wilson figyelmébe. Brian 1965. július 12-én felvette a dal instrumentális alapját, de miután felénekelt egy próbavokált, félretette a számot, és a Beach Boys aktuális felvételeire, a Beach Boys’ Party! albumra és a The Little Girl I Once Knew kislemezre koncentrált.
A végső lökést a Pet Sounds koncepciójának kialakulásához a The Beatles decemberben kiadott új lemeze, a Rubber Soul jelentette (annak is amerikai verziója, melynek dalsorrendje némileg különbözött a brit kiadásétól). Brian később így emlékezett első benyomásaira az albumról: „Nem voltam felkészülve egy ilyen egységes lemezre. Mintha az összes dal összetartozott volna. A Rubber Soul számai olyan összhangot alkottak, mint egyetlen lemezéi sem azelőtt. Azt gondoltam: Oké, most készítenem kell egy igazán nagyszerű albumot”.
Január elején Brian felvette a kapcsolatot Tony Asherrel, egy fiatal dal- és reklámszövegíróval, akivel néhány hónappal korábban ismerkedett össze egy hollywoodi lemezstúdióban. Tíz nappal később a páros már az új dalokon dolgozott. Brian megmutatta Ashernek néhány dalát, melyeken akkoriban dolgozott, és odaadta neki az In My Childhood munkacímű dal befejezett instrumentális alapját. A számnak volt ugyan szövege, de azt Brian nem mutatta meg, így Asher aznap éjjel otthonában az instrumentális felvételhez írt új szöveget. A végeredmény a You Still Believe in Me című dal volt, amely végleg meggyőzte Wilsont arról, hogy Asher az ő embere.
„A szövegek lényegi mondandóját mindig Brian adta meg”, emlékezett vissza később Asher, „én magam csak a szavakat írtam, nem a szövegeket. Igazából pusztán Brian közvetítóje voltam”.

## Dalszerzés
Az album dalainak legtöbbje 1965 decemberében és 1966 januárjában íródott. A szövegek nagy részét Tony Asher írta, egy dal társszerzője pedig Terry Sachen, a Beach Boys akkori turnémenedzsere volt.
Mike Love a Wouldn’t It Be Nice-hoz és az I Know There’s an Answerhez írt néhány sort, de az I’m Waiting for the Day című számhoz (amelynek szerzői jogát még 1964 februárjában jegyezték be, tehát jóval korábban született a többi dalnál) írt dalszöveget leszámítva szerzői közreműködése a lemezen elenyésző. Hogy Love mily mértékben járult hozzá a Wouldn't It Be Nice szövegéhez, meglehetősen bizonytalan, mindenesetre Tony Asher egy 1994-es per során eskü alatt állította, hogy Love csupán a dalt záró „Good night, my baby/Sleep tight, my baby” sorokat írta.

### Hang On to Your Ego
Love társszerzői közreműködése az I Know There's an Answerben a dal eredeti címével (Hang On to Your Ego) és szövegével szembeni ádáz ellenszenvének eredménye. Az eredeti dalszöveg komoly vitát okozott a csapaton belül. „Tudtam, hogy Brian kísérletezik az LSD-vel és más hallucinogénekkel”, idézte fel később Mike. „A korabeli drogzsargon úgy tüntette fel az LSD-használatból következő egohalált, mintha ez valami nagyszerű dolog lenne… Én elleneztem az LSD-t, és jól megvoltam az egómmal is.” Alan Jardine szerint a dalszöveg megváltoztatása Brian döntése volt: „Briannek fontos volt az a dalszöveg és tudni akarta, hogy mi mit gondolunk róla. Őszintén szólva, szerintem azt se tudtuk, mi az az ego. Végül Brian azt mondta, Felejtsétek el. Átírjuk a szöveget. Túl sok az ellentmondás körülötte.” Asher eredeti szövegét Love és Terry Sachen dolgozták át.

### Koncepcióalbum?
Asher dalszövegei újfajta, érettebb árnyalatot adtak Brian dalaihoz, és tökéletesen kiegészítették azokat. Meg kell jegyezni, hogy noha a szerzők nem annak tervezték, a Pet Sounds nyilvánvalóan konceptalbum, hiszen dalai, bár nem állnak szoros kapcsolatban egymással, egytől egyig Brian felnőtté válással kapcsolatos nehézségeit, a szerelem mulandó izgalmát, a gyerekkor iránti nosztalgiáját, növekvő elidegenedését a külvilágtól, és egy boldogabb jövő iránti sóvárgását tükrözik. Az album sajátosan melankolikus alaphangulatához hozzájárul az egyes szám első személy, a jövő idő és a feltételes jövő idő gyakori használata is Asher szövegeiben.
Az albumon szerepel két kifinomult instrumentális dal is, a szomorkás Let's Go Away for Awhile, és a címadó szám (melynek eredeti címe Run, James, Run volt, s amit Brian azzal az elképzeléssel vett fel, hogy valamikor felajánlja majd egy James Bond-filmhez). Mindkét dalhoz íródtak szövegek, ám idővel Wilson úgy döntött, a számok hatásosabbak ének nélkül. Egy harmadik instrumentális dalt, a Trombone Dixie-t is felvettek, ám a Pet Sounds 1990-es CD-kiadásáig nem jelent meg hivatalosan.

## APet Soundsfelvételei
A dalok írásával egy időben Brian lázas tempóban dolgozott azok felvételein is, és február elejére hat új dalt rögzített. Amikor a Beach Boys hazaérkezett egy hat hetes, Japánt és Hawaiit érintő turnéról, az új anyag jelentős része már készen várta őket. Asher és Wilson is azt állítják, hogy az együttes ellenezte a minden korábbinál radikálisabb zenei stílusváltást, ám végül Brian meggyőzte őket a változás szükségességéről.

### Produkciós újítások
A lemez instrumentális részeit négy hónap alatt vették fel három Los Angeles-i stúdióban, a nyugati part legelismertebb stúdiózenészei (köztük a jazzgitáros Barney Kessell, a basszusgitáros Carol Kaye, és a dobos Hal Blaine) közreműködésével. Valamennyi dal szerzője, hangszerelője és producere a 23 éves Brian Wilson volt.
A Pet Soundsszal Brian éveken át fejlesztett produkciós munkamódszerének csúcsteljesítményét érte el. Brian producerként mentorának és riválisának, Phil Spectornak Wall of Sound hangzását igyekezett tovább fejleszteni és finomítani. Az album felvételei során Wilson a dalokat egyfajta nagyzenekari előadásként, élőben vette fel, közvetlenül egy négysávos magnóra. Larry Levine hangmérnök elmondása szerint Brian általában a felvételek keverését is élőben, rögzítésükkel egy időben végezte. Spectorhoz hasonlóan Brian is „hangszerként” használta a lemezstúdiót, új hangzásokat létrehozva különböző hangszerek és énekhangok kombinálásával, és a visszhang használatával. Gyakran vett fel megduplázott basszus-, gitár- és orgonasávokat, ezekhez aztán más szokatlan hangszereket adott, amelyek együtt új, meghökkentő hangzást eredményeztek. Brian zenéjének látszólagos egyszerűsége gyakran elfedte a popzenében szokatlanul vakmerő és komplex hangszerelési ötleteket.
A négysávos instrumentális felvételeket elkészültük után Wilson egy nyolcsávos szalag egyetlen sávjára mixelte (a Columbiában, az egyetlen Los Angeles-i stúdióban, amely már 1966 elején is rendelkezett nyolcsávos magnóval). A fennmaradó hét sáv közül hatot a Beach Boys vokáljainak tartott fenn (az eredetileg öttagú zenekart rendszeresen kiegészítette Bruce Johnston énekes, aki később az együttes állandó tagja lett), a nyolcadik sávot pedig az esetleges későbbi vokális és hangszeres rájátszásokra őrizte meg.
Noha az autodidakta Brian általában teljes hangszereléseket dolgozott ki fejben (ezeket általában valamelyik stúdiózenész írta kottába a többi zenész számára), a Pet Sounds felvételi üléseiről megmaradt szalagok bizonyítják, hogy Wilson nyitott volt zenészei javaslataira és tanácsaira, s gyakran nyilvánvaló zenei tévedéseket is beleolvasztott az adott kompozícióba, ha azok hasznos vagy érdekes alternatívának bizonyultak.

### Mono vs. sztereo
Az 1966-ban legmodernebbnek számító nyolcsávos hangrögzítés ellenére Brian a végső mastert mindig monóban mixelte, Phil Spectorhoz hasonlóan. Több oka is volt erre: mint Spector, Wilson is úgy érezte, hogy a monó felvételt hallgatva a lemezvásárló pontosan azt hallja, amit a producer rögzített, míg a sztereó mixek esetében a hangzást nagyban befolyásolja a hangsugárzók elhelyezése és a lemezjátszó minősége. A hatvanas évek közepén, a rövidhullámú rádióadók megjelenése előtt ráadásul a középhullámú adók természetesen monóban sugároztak, és a legtöbb háztartás is egycsatornás rádióval és lemezjátszóval rendelkezett. Egy másik, jóval prózaibb oka is volt annak, hogy Wilson a mono keverést részesítette előnyben: jobb fülére szinte teljesen süket (állítólag egy gyerekkorában apjától kapott pofon hatására sérült meg a dobhártyája, noha Wilson azt állítja, hogy születésétől fogva rossz a jobb füle).
Február 15-én az együttes a San Diegó-i állatkertben készített fotókat az új album borítójához. Két nappal később Brian ismét a stúdióban volt, s egy új dal, a Good Vibrations felvételeit kezdte meg stúdiózenészeivel. 23-án Brian átadott a Capitolnak egy ideiglenes listát az új LP dalainak címeivel, köztük a Sloop John B-vel és a Good Vibrationsszel. Ez a dallista cáfolja azt az elterjedt nézetet, mely szerint a kislemezsláger Sloop John B a Capitol követelésére került az albumra, hogy jobban eladhatóvá tegye azt: február végén a dal még meg sem jelent kislemezen, így nem is lehetett előre tudni, hogy sláger lesz-e.

### A vokálok felvétele
Februárban és márciusban Wilson folytatta a felvételeket, s néhány dalhoz utólagos rájátszásokat rögzített. Az együttes meglepetésére Brian úgy döntött, hogy a Good Vibrations mégsem kerül fel az albumra, mivel úgy érezte, több időt kell töltenie a szám finomításával. Alan Jardine elmondása szerint: „Mind úgy gondoltuk, hogy a "Good Vibrations"-nek szerepelnie kellene az albumon, de Brian másként döntött. A végső szó az övé volt; mi nem értettünk egyet vele, de végül ráhagytuk.” A Good Vibrations korai verziójának riffjét Wilson végül a Here Today című dalba olvasztotta be.
Március és április nagy részét a Beach Boys a vokálok feléneklésével töltötte, s ezek az ülések bizonyultak addigi karrierjük legmegerőltetőbb munkájának. Mint Mike Love később felidézte: „Folyamatosan dolgoztunk a vokálharmóniákon, és ha a legapróbb hibát vétettük, kezdhettük elölről. Brian az elképzelhető összes apró árnyalatra odafigyelt. Minden énekhangnak, minden hangszínnek, minden ütemnek hibátlannak kellett lenni. A hangok együttes csengésének pontosan úgy kellett megszólalnia, ahogy Brian éppen akkor helyénvalónak tartotta. Aztán előfordult, hogy másnapra meggondolta magát, kidobta az egészet, és kezdhettük újra.”

## APet Soundshatása
Az album április közepére készült el. A róla kiadott első kislemez a Caroline, No volt, amely érdekes módon nem az együttes, hanem Brian Wilson neve alatt jelent meg, s ez olyan pletykákat eredményezett, melyek szerint Brian a zenekarból való kilépést fontolgatja.
A kislemez a 32. helyig jutott a Billboard listáján. A Sloop John B jóval sikeresebb volt, 3. helyezett lett az Egyesült Államokban, és 2. Nagy-Britanniában. A Wouldn't It Be Nice az Államokban a 8. helyig jutott, a kislemez másik dala, a God Only Knows pedig 2. lett Angliában, az USA-ban viszont csak 39. (vélhetőleg az isten szó használata miatt, amit a prűd Amerika popdalba nem illőnek tartott). A nagylemez 10. helyezett lett a Billboard-listán.
A Pet Sounds jóval sikeresebb volt Britanniában, mint a Beach Boys szülőhazájában, az NME listájának második helyéig jutott 1966 nyarán, a brit poparisztokráciát lenyűgözte az album, Paul McCartney gyakran emlegeti a Beatlesre gyakorolt hatását. Noha általánosan elterjedt az a tévhit, mely szerint Andrew Loog Oldham, a The Rolling Stones menedzsere saját zsebéből finanszírozva hirdetésekben magasztalta a lemezt a brit poplapokban, az 1966-os angol zenei sajtóban valójában egyetlen ilyen hirdetés sem jelent meg.
Kritikai sikere ellenére az album elődjéhez, a Beach Boys' Party!-hoz hasonlóan nem vált aranylemezzé, ami mélyen elkeserítette Brian Wilsont. A lemez gyenge eladásaiért a Capitolt terheli a felelősség: mivel nem tartották kellően kommerciálisnak az LP-t, nem is fektettek sok energiát a reklámozásába, ehelyett alig két hónappal a Pet Sounds megjelenése után egy sebtében kiadott, a Beach Boys korai, könnyed slágereit összegyűjtő válogatáslemezzel próbálták pótolni a Pet Sounds költséges felvételei okozta financiális veszteségeket (egyébként sikerrel). Az LP végül 2000-ben aranyozódott be.
Gyenge eladási adatai ellenére a Pet Sounds megjelenésének napja óta folyamatos hatást gyakorol a popzene fejlődésére. A Britanniában lelkesen fogadott albumot az egekbe magasztalták az angol poplapok és popzenészek. A Beatles Sgt. Pepper's Lonely Hearts Club Bandjére a Mothers of Invention Freak Out! LP-je mellett köztudottan a Pet Sounds gyakorolta a legnagyobb befolyást. Paul McCartney egy 1990-es interjúban a következőket mondta: „A Pet Sounds lenyűgözött, imádom azt a lemezt. Minden gyerekemnek vettem egy példányt belőle. Úgy gondolom, senki nem nevezhető zeneileg műveltnek, amíg nem hallotta ezt az albumot. Talán túlzás azt mondani, hogy a Pet Sounds a század klasszikusa, de számomra valóban egy klasszikus lemez, ami sok szempontból felülmúlhatatlan. Gyakran hallgatom az albumot, és sírva fakadok a szépségétől. Nagy hatással voltak rám a basszusszólamok. Akkoriban, amikor a Peppert vettük fel, és még utána is néhány évig nagyon dallamos basszusszólamokat írtam a Pet Sounds hatására. Nagy kedvencem a God Only Knows – egy nagyon érzelmes, torokszorító dal. Szeretem a You Still Believe In Me dallamát, teljesen ki tud akasztani… és a dal vége is gyönyörű, a tiritarka harmóniák… beleborzongok, valahányszor hallom.”
Más popzenészek is kedvenceik közé sorolják a lemezt. Eric Clapton egy interjújában kijelentette: „A Pet Sounds egyike a világ legjobb lemezeinek. Minden benne van, amiért érdemes zenét hallgatni.”
Elton John szerint „A Pet Sounds mérföldkő a zenében. Ha azt állítom, hogy rabja vagyok a lemeznek, az még mindig enyhe kifejezés. Kétségkívül megváltoztatta a módszert, ahogyan én, és sokan mások is viszonyulnak a lemezfelvételhez. Időtlen, lenyűgözően zseniális és gyönyörű album.”
A Beatles producere, George Martin állítása szerint „A Pet Sounds nélkül nem létezne a Sgt. Pepper sem. A Pepperrel megpróbáltunk valami Pet Soundshoz foghatót létrehozni.”
Bob Dylan a következőket mondta Brian Wilson tehetségéről: „Istenem, az a fül… a Smithsonian múzeumra kellene hagynia a végrendeletében.”

## Az album dalai
| 1. | Wouldn’t It Be Nice                       | Brian Wilson, Tony Asher, Mike Love | Brian Wilson, Mike Love | 2:22 |
| 2. | You Still Believe in Me                   | Wilson, Asher                       | Brian Wilson            | 2:30 |
| 3. | That’s Not Me                             | Wilson, Asher                       | Mike Love, Brian Wilson | 2:27 |
| 4. | Don’t Talk (Put Your Head on My Shoulder) | Wilson, Asher                       | Brian Wilson            | 2:51 |
| 5. | I’m Waiting for the Day                   | Wilson, Love                        | Brian Wilson, Mike Love | 3:03 |
| 6. | Let’s Go Away for Awhile                  | Wilson                              | Instrumentális          | 2:18 |
| 7. | Sloop John B                              | Tradicionális                       | Brian Wilson, Mike Love | 2:56 |

| 1. | God Only Knows                     | Wilson, Asher              | Carl Wilson                           | 2:49 |
| 2. | I Know There’s an Answer           | Wilson, Terry Sachen, Love | Mike Love, Alan Jardine, Brian Wilson | 3:08 |
| 3. | Here Today                         | Wilson, Asher              | Mike Love                             | 2:52 |
| 4. | I Just Wasn’t Made for These Times | Wilson, Asher              | Brian Wilson, Mike Love               | 3:11 |
| 5. | Pet Sounds                         | Wilson                     | Instrumentális                        | 2:20 |
| 6. | Caroline, No                       | Wilson, Asher              | Brian Wilson                          | 2:52 |

### Kislemezek
- Caroline, No/Summer Means New Love (Capitol 5610), 1966. március 7. US #32 (Brian Wilson szólókislemez)
- Sloop John B/You're So Good to Me (Capitol 5602), 1966. március 21. US #3; UK #2
- Wouldn’t It Be Nice/God Only Knows (Capitol 5706), 1966. július 11. US #8 ("God Only Knows" US #39; UK #2)
- A Let’s Go Away for Awhile az 1966 novemberében kiadott Good Vibrations kislemez B-oldalán szerepel.
- A Here Today az 1967 decemberében kiadott Darlin’ kislemez B-oldalán szerepel.
  - Az 1997-ben kiadott The Pet Sounds Sessions box seten szerepel a lemez eredeti mono mixe, az 1996-ban készített sztereó mix, valamint három CD-nyi összeállítás az album felvételi üléseiből. A sztereó és a mono mix külön CD-n is megjelent 1999-ben, a Hang On to Your Ego című bónuszdallal kiegészítve.
  - Brian Wilson 2002-es turnéjáról, melyen teljes egészében előadta az albumot, koncertlemez jelent meg Pet Sounds Live címmel.
  - 2006 augusztus 29-én jelent meg a Pet Sounds negyvenedik évfordulós kiadása. A CD-n a 2006-ban készített új mono mix és az 1996-os sztereo változat hallható, a mellékelt DVD pedig az album surround keverését, és egy, a lemez készítéséről szóló dokumentumfilmet tartalmaz.
  - A Pet Sounds (Capitol T2458) a 10. helyig jutott az Egyesült Államokban, 39 hetet töltött a listán. Az Egyesült Királyságban a 2. helyre került 1966 júliusában.

## Zenészek

### Beach Boys
- Brian Wilson – orgona, zongora, billentyűsök, ének, háttérvokál, producer, hangszerelő
- Mike Love – ének, háttérvokál
- Carl Wilson – gitár, ének, háttérvokál
- Dennis Wilson – dob, háttérvokál
- Alan Jardine – ének, háttérvokál
- Bruce Johnston – háttérvokál, billentyűsök

### Stúdiózenészek
- Glen Campbell – 12 húrós gitár
- Paul Horn – tenorszaxofon
- Frank Capp – ütősök, harangjáték, üstdob, vibrafon
- Plas Johnson – ütősök, szaxofon, tenorszaxofon
- Barney Kessel – gitár, mandolin
- Don Randi – zongora
- Jerry Cole – gitár
- Frank Marocco – harmonika
- Lyle Ritz – ukulele, basszusgitár
- Julius Wechter – üstdob, vibrafon, ütősök
- Mike Deasy Sr. – gitár
- Terry Melcher – csörgődob, háttérvokál
- Jerry Williams – ütősök
- Billy Strange – gitárok
- Jim Gordon – dob, ütősök
- Hal Blaine – dob, üstdob
- Chuck Berghofer – basszusgitár
- Bruce Botnick – hangmérnök
- Chuck Britz – hangmérnök
- Roy Caton – trombita
- Gary Coleman – ütősök
- Al DeLory – orgona, zongora
- Carl Fortina – harmonika
- Bill Green – fuvola, ütősök, szaxofon
- Jim Horn – fuvola, szaxofon
- Jules Jacob – fuvola
- Carol Kaye – basszusgitár
- Larry Knechtel – orgona
- Larry Levine – hangmérnök
- Nick Martinis – dob
- Mike Melvoin – csembaló
- Jay Migliori – klarinét, fuvola, szaxofon
- Tommy Morgan – harmonika
- Jack Nimitz – szaxofon
- Bill Pitman – gitár
- Ray Pohlman – gitár, mandolin, basszusgitár
- Alan Robinson – franciakürt
- Ernie Tack – basszusharsona
- Paul Tanner – teremin
- Tommy Tedesco – akusztikus gitár
- Arnold Belnick – hegedű
- James Getzoff – hegedű
- William Kurasch – hegedű
- Jerome Reisler – hegedű
- Tibor Zelig – hegedű
- Ralph Schaeffer – hegedű
- Sid Sharp – hegedű
- Harry Hyams – brácsa
- Norman Botnick – brácsa
- Joseph DiFiore – brácsa
- Darrel Terwilliger – brácsa
- Jesse Erlich – cselló
- Joseph Saxon – cselló
- Justin DiTullio – cselló
- Gail Martin – harsona
- Leonard Hartman – klarinét, kürt
- Bobby Klein – tenorszaxofon
- Al Casey – gitár
- Steve Douglas – klarinét, fuvola, szaxofon

## Külső hivatkozások
- A Pet Sounds dalszövegei
- A Pet Sounds 1999-es kiadásának kísérőszövege
- Az album 2006-os kiadásának nem hivatalos blogja
- Hippocamp Ruins Pet Sounds – remixalbum